# Dobradó
Dobradó vagy Dobradópuszta (szerbül Добродол / Dobrodol) falu Szerbiában, a Vajdaság Szerémségi körzetének Ürög községében.
Egyéb elnevezései: Dobrodol, Dobrodolpuszta.

## Demográfiai változások
| 1948 | 1953 | 1961 | 1971 | 1981 | 1991 | 2002          |
| ---- | ---- | ---- | ---- | ---- | ---- | ------------- |
| 126  | 186  | 199  | 146  | 129  | 126  | 127 fő (2002) |

## Magyar szervezetek
- Petőfi Sándor Kulturális Egyesület, Dobradó
  - Cím : 22328 Dobradó (Dobrodol) Tito marsall utca 6. (Ulica maršala Tita 6)
  - Tel.: 00-381-22-467-459
  - Intézmény vezetője Hajnal József
  - Alapítási év : 2001